# Bundesministerium für Digitales und Staatsmodernisierung

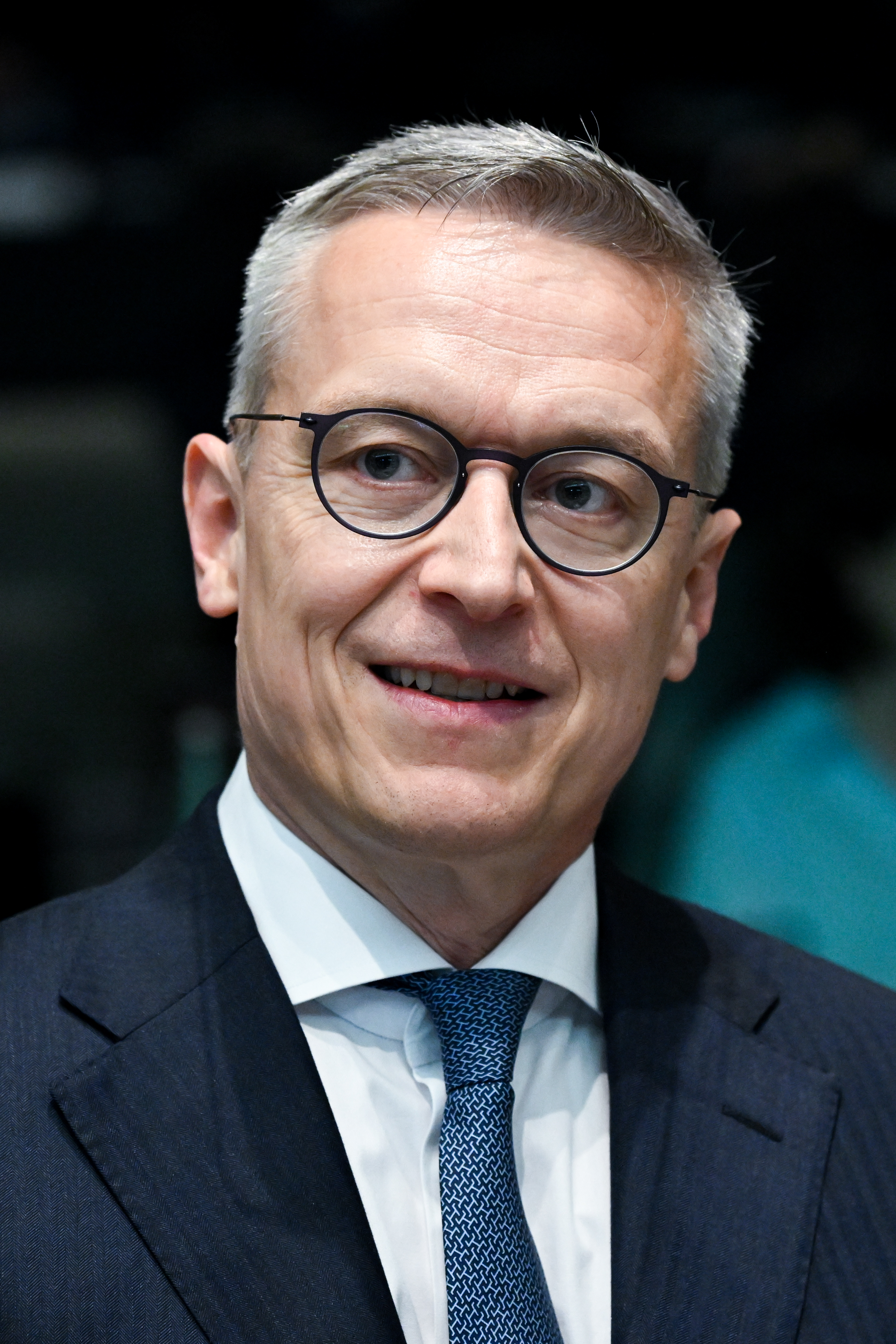
Karsten Wildberger (CDU), Bundesminister für Digitales und Staatsmodernisierung

Das Bundesministerium für Digitales und Staatsmodernisierung (BMDS) ist eine oberste Bundesbehörde der Bundesrepublik Deutschland. Das Bundesministerium wurde am 6. Mai 2025 errichtet und hat seinen ersten Dienstsitz in Berlin, wo es ein Gebäude in Charlottenburg bezog. Bundesminister Karsten Wildberger (CDU) leitet das Ministerium, das das jüngste deutsche Ministerium auf Bundesebene und nach Bayern (2018) und Hessen (2019) das dritte gesonderte Ministerium für Querschnittsaufgaben der Digitalisierung in Deutschland ist.

## Geschichte
Netz- und Digitalpolitik, Fragen der digitalen Verwaltung und Ausbau von Netzinfrastrukturen betrafen traditionell verschiedene Zuständigkeitsbereiche der Verwaltung des Bundes und der Bundesregierung. Zahlreiche Zuständigkeiten liegen zudem gemäß Föderalismusprinzipien bei den Ländern und den Kommunen, sodass dem Bund nur eine mittelbar steuernde und koordinierende Rolle zukommt.
Aus verschiedenen Gründen kamen daher Forderungen auf, die Querschnittsaufgabe der Digitalisierung in einem Ministerium auf Bundesebene zu bündeln und so Ziele wie z. B. den schnellen Netzausbau, eine digitale Verwaltung oder andere Themen der Netzpolitik voranzubringen. So plädierte beispielsweise der damalige Verkehrsminister Alexander Dobrindt (CSU) 2016 für die Errichtung eines Digitalministeriums. Zur Bundestagswahl 2017 trat die FDP mit der Forderung nach einem eigenständigen Digitalministerium an, während CDU/CSU eine Stelle als Staatsministerin beim Bundeskanzleramt forderte. Im Kabinett Merkel IV (CDU/CSU/SPD) wurde daraufhin 2018 die Stelle der Digitalstaatsministerin geschaffen, einzige Amtsinhaberin war Dorothee Bär (CSU). Die Stelle wurde mit Antritt der Regierung Scholz (SPD/Grüne/FDP) abgeschafft und die Zuständigkeit für Digitales beim Bundesverkehrsministerium (BMDV) angesiedelt. Digitalminister im BMDV war Volker Wissing (damals FDP).
Zeitgleich zu diesen Entwicklungen richteten die bayerischen (2018) und hessischen (2019) Landesregierungen eigenständige Digitalministerien ein, während andere Länder Zuständigkeiten – etwa bei den Staatskanzleien oder einzelnen Ministerien – bündelten. Diese begründeten 2019 eine informelle Runde („D16“ bzw. „D17“) der jeweiligen Ressortleiter bei Bund und Ländern. 2023 wurde diese Runde zur Digitalministerkonferenz erhoben. Ministerkonferenzen sind zwischen den Ländern gehaltene Konferenzen zur Koordinierung von Politikbereichen untereinander und mit dem Bund.
Nachdem Forderungen nach einem Digitalministerium im Bundestagswahlkampf 2025 erneut Thema waren, wurde die Schaffung eines Ressorts für „Digitalisierung und Staatsmodernisierung“ im Koalitionsvertrag zwischen Union und SPD vereinbart. Das Ministerium wurde am 6. Mai 2025 durch den Organisationserlass des Bundeskanzlers Friedrich Merz errichtet und befindet sich seither im Aufbau. Zum ersten Bundesminister wurde Karsten Wildberger (CDU) ernannt. Als vorübergehendes Dienstgebäude wurde ein ehemaliges Autohaus in der Englischen Straße 30 in Berlin-Charlottenburg bezogen. Dort befanden sich zuvor die zuständigen Abteilungen des Bundesinnenministeriums. Im Aufbau des Ministeriums wurden Vergleiche zu einem Start-Up laut. Viele Interessenvertreter aus dem IT-Wirtschaftszweig begrüßten die Schaffung des Ministeriums.

## Aufgaben
Das Ministerium ist für die Digitalisierung und Modernisierung des Staates auf Bundesebene zuständig. Das Ministerium übernimmt strategische und planerische Aufgaben im Bereich der Digitalisierung der Bundesverwaltung, sowohl nach innen als auch nach außen. Ferner soll das BMDS bestehende Programme zur Digitalisierung, Digitalförderung, Koordinierung und Verwaltung sowie Ausbau von Infrastruktur übernehmen. Das BMDS soll die Informationssicherheit und die interne Informationstechnik der Bundesverwaltung koordinieren und steuern. Das Ministerium erhält zudem einen Zustimmungsvorbehalt für alle „wesentlichen“ Ausgaben für die Informationstechnik der unmittelbaren Bundesverwaltung – mit Ausnahme der Verteidigung, der Sicherheits- und Polizeiaufgaben, des Bundesnachrichtendienstes und der Steuerverwaltung. Zu den in Presseberichten formulierten Erwartungen zählen konkrete Aufgaben wie die Entwicklung eines interoperablen und europäisch anschlussfähigen sogenannten „Deutschland-Stacks“, die umfassende Nutzung von Automatisierung und Künstlicher Intelligenz im Staat sowie die Förderung des Breitband- und Glasfaserausbaus.
Die Aufgaben des Digitalministeriums waren vor dem 6. Mai 2025 von den Aufgabenbereichen der anderen Ministerien und des Bundeskanzleramtes gedeckt.
- Bundeskanzleramt: strategische Fragen und Grundsatzentscheidungen
- Bundesinnenministerium: digitale Verwaltung, IT-Beschaffung, IT des Bundes, Informationssicherheit
- Bundesverkehrsministerium (bis 5. Mai 2025: Bundesministerium für Digitales und Verkehr): allgemeine Digital- und Datenpolitik, Infrastrukturen (z. B. Breitbandausbau)
- Bundeswirtschaftsministerium: digitale Wirtschaft, Datennutzungsrechte, Koordination beim Bürokratieabbau, Umsetzung der KI-Verordnung
- Bundesfinanzministerium: das Informationstechnikzentrum Bund (interner IT-Dienstleister des Bundes)
- Bundesjustizministerium: Umsetzung der KI-Verordnung, Geschäftsstelle Bürokratieabbau

Der Bundesminister für Digitales und Staatsmodernisierung ist Mitglied im Nationalen Sicherheitsrat und leitet den Kabinettsausschuss für „Staatsmodernisierung und Bürokratierückbau“.

## Leitung
Seit dem 6. Mai 2025 bekleidet Karsten Wildberger das Amt des Bundesministers für Digitales und Staatsmodernisierung. Das Amt des Staatssekretärs – des ranghöchsten Beamten im Bundesministerium für Digitales und Staatsmodernisierung – haben seit 6. Mai 2025 Markus Richter (CDU) und seit 21. Mai 2025 Luise Hölscher (CDU) inne. Parlamentarischen Staatssekretäre sind seit dem 6. Mai 2025 Philipp Amthor (CDU) und Thomas Jarzombek (CDU).